# Nguyễn Đức Phú
Nguyễn Đức Phú (sinh ngày 13 tháng 1 năm 2003) là một cầu thủ bóng đá chuyên nghiệp người Việt Nam thi đấu ở vị trí tiền vệ cho câu lạc bộ PVF-Công An Nhân Dân tại V.League 2 và đội tuyển U-23 quốc gia Việt Nam.

## Danh hiệu
Học viện Bóng đá PVF
- U-19 Quốc gia: 2021